# DUNAMIS15
『DUNAMIS15』（デュナミス フィフティーン）は、5pb.より2011年9月15日にPlayStation 3とXbox 360で発売されたアドベンチャーゲームである。2012年7月26日にPlayStation Portable版が発売された。

## 概要
何度も循環する限られた時間の中で変化していく若者たちの姿を描く、いわゆるループものの作品。本作のシナリオ担当の関涼子による同人誌『デュナミスの羊』を元に制作された。5pb.の一部スタッフがかつて在籍していたKIDからは同様の主題を扱った「infinityシリーズ」が発売されているが、同シリーズはKIDの倒産後にブランドを継承したサイバーフロントが別途に展開しており、タイトルこそ似ているものの本作はその中の一員というわけではない。また本作には、infinityシリーズを含む旧KIDの中核作品が冠していた "SDR project" ブランドが与えられているが、これは同ブランドのプロデューサーである市川和弘が制作に参加しているためであり、それ以上の深い意味があるわけではない。

### シナリオ構成
物語は全5章からなり、それぞれ別の人物の視点から描かれる。各章での出来事は一見すると同じに見えるが、前述のとおり作品中の時間は循環しており、実際には別々のループを取り上げたものである。各章の差異は当初は大きなものではないが、後半になって登場人物たちに異常事態への自覚が生まれてくると、劇的な展開を迎えることとなる。
作品の構造はほぼ一本道であり、選択肢によるシナリオの変化は微細なものである。ただし選択を誤るとゲームオーバーになることはある。

## ストーリー
地球全土を核の炎で包んだ「核箒星（ニュークメテオ）」以降、世界人口は以前の35％にまで減少し、出生率の低下はいまだ止まる気配がなかった。日本政府は洋上に学園島デュナミス・ベースを建設し、健康な子女の育成に力を注いでいた。だが、まだ見ぬ日本へ渡航する日を待ちながら勉学に励む生徒たちは知らなかったのだ。彼らが正常な遺伝子保存のために生み出されたクローンであり、研究対象として管理されているのだということを。
やがて、島に侵入した不審者の噂や、相次ぐ原因不明の生徒たちの昏倒が平和な学園生活に影を投げかけ、ついには全員が狂気に取り付かれて破滅的な結末を迎える。ところが、そのたびに何か超越的な力が働き、時間は始まりまで巻き戻される。繰り返す時の中で少しずつ成長していく生徒たちは、自分たちの未来を掴み取るために動き出すのだった。

## 用語
デュナミス・ベース
健全な子女の育成を目的とした洋上の孤島。
日本本土からの定期便はなく、島を出る手段は限られている。
なお、一般人に対しては極秘であり、『生徒たち』にはクローン技術や遺伝子に関係する知識が与えられていない。
セレス学園
デュナミス・ベースの面積の半分を占める学園。生徒たちは男女別の寮から通学するため、この中で生活のすべてが完結する。異なる学年同士の交流はあまりない。
実際には正常な遺伝子保存、放射能に汚染されていない健全な生殖細胞や臓器の為に生み出されたクローンを育てる「牧場」。
研究者たちが「シープ（羊）」と呼ぶクローンは優良な遺伝子を持つタイプと、主に政治家たちに臓器を提供させるタイプの大きく2つに分かれる。
自分たちがクローンであることを知らない生徒たちには高等部卒業後に日本に渡り、社会貢献に勤しむとされているが、實際には必要な生殖器などの採取後に屠殺処分される。
ペリフェリエス
相互理解のために日本から訪れる留学生。滞在期間は2週間ほど。
ノモス
特に優秀な生徒が、卒業を待たずに日本に送られて社会貢献する制度。選考基準は不明だが男女1名ずつ選ばれるので生徒たちはエリートとして認識している。
フォルム
生徒たちの健康を管理する医療機関。
実際には島のすべてを管理している。
セル
通称『出島』。日本国内で遺伝子に問題がある人間を隔離する人工島。セラーと呼ばれる人々を複数ある『出島』で単純作業させている。なお関東セルは世津茅早の出身地。

## 登場人物

### メインキャラクター
高槻 東吾（たかつき とうご）
声 : 東地宏樹
誕生日：1月13日/血液型：O型/年齢：18歳/身長：180cm/体重：68kg
第1章主人公であり、本作のメイン主人公。特に鍛えているわけではないが、大柄で屈強な肉体の少年。学園の卒業を半年後に控えているが、自分の将来に対して実感を持てず、いまだに希望進路を描くことができずにいる。そのために当初は無気力な性格の面倒臭がり屋だった。日ごろの生活態度はだらしなく、いつも大輔に起こされている。
第1章の最後では狂気に取りつかれ、鉄パイプで警備員や生徒達を虐殺。眞波を階段から突き落とし、一花をも絞殺した後にNo.15に射殺される。しかし幾度ものループにて様々な出来事を経て、人間として成長してシンプルでタフな心と不屈の信念を持った熱血漢になり、最後は仲間達と共に事件に終止符を打った。警備員との戦いでも鉄パイプを使用しているが、あくまで殺しはしない。
当初、茅早に対して畏怖と嫌悪を持っていたが、彼女を正面から見るようになってから、彼女に信じられる何かを見出すようになる。第5章では積極的に茅早に関わることで彼女の心を開き、互いに惹かれあうようになる。本作のクローンの中で特に優秀な遺伝子の持ち主である「No.15」。同じ遺伝子から生まれた同一人物または兄弟に近い存在が複数いるらしい。事件後は仲間達の元からひっそりと姿を消したらしいが、一年後にどこかのビルの屋上で茅早と再会した。
倭 一花（やまと いちか）
声 : 島本須美
誕生日：8月19日 / 血液型：A型 / 年齢：18歳 / 身長：167cm / 体重：50kg / スリーサイズ：B81 W56 H83
第2章主人公。女子の委員長を務める優等生。陰ではいろいろと努力をしているようだが、表向きはあくまで優雅に振舞っている。誰に対しても社交的に振る舞っているが、それらは表面上のものであり、内面は傲慢で自己中心的にして大の人間嫌い。菓に対しても母性本能的に面倒を見たいと思うと同時に鬱陶しいとも思っており、騒がしい眞波の事も内心では煙たがっており、二人を途轍もなく嫌悪している。彼女二人以外にも、七生や大輔に対しても内心では冷遇しており、担任教師である瑞希に対しても『口煩い中年女』と勝手に認識している。その一方で、東吾に対して想いを寄せている。片思いの東吾と自身の憧れの対象である梓以外には、夏來に対して良心的である。
貧乳であることを気にしており、その点に関しては眞波や菓に嫉妬している。
第2章では第1章で完全に隠していた彼女の裏の顔に触れる事になる。第2章終盤では精神に異常を来してチェーンソーで生徒や警備員を虐殺。遂には想いを寄せていた東吾すら愛憎のあまり惨殺し、その亡骸に寄り添って泣いていた所を何者かに射殺された。しかしその後のループにて彼女もまた様々な出来事を経て人間的に大きく成長し、傲慢さを捨てて寛容な心と良識を持つようになっていく。社交的な態度も表面上ではなく本心から取るようになり、中盤で東吾と良い雰囲気になったが、東吾が茅早と想いを寄せ合うようになった為、結果的に諦めたと推測される。将来の夢は遺伝子分野の研究者であり、エピローグでは瑞希に付いて行き、その夢を叶えている。
PSP版限定盤のジャケットなど公式のイラストでチェーンソーを持った姿が描かれる事が多く、半ば公式にチェーンソーがトレードマーク化している節があるが、実際に作中でチェーンソーを使う機会はごく僅かである。
後藤 眞波（ごとう まなみ）
声 : 丹下桜
誕生日：9月22日 / 血液型：O型 / 年齢：18歳 / 身長：162cm / 体重：54kg / スリーサイズ：B88 W59 H89
第3章主人公。騒がしいほど元気な少女で、友人一同のムードメーカー的存在。お気に入りの東吾のことを「デカくん」と呼んで、積極的にアタックしている。だが、それは恋愛感情でなく、自分の過去の恋人の面影を彼に見ているのに近い（七生に「東吾が他の女の子と付き合っても良いのか」と尋ねられた時は「幸せになって欲しい」と即答している）。寂しがり屋であり、皆と一緒にいることを強く望んでいる。ペリフェリエスとしてやって来た茅早にも積極的に話しかけるが完全に無視されている。
第3章で時間がループしている事に気付き、やがて訪れる悲劇を回避する為に一人行動を起こすも、彼女一人の力ではどうにもならず、ただ時間ばかりが過ぎてしまう。しかしNo.15との再会で自分自身の真実を思い出し、直後にNo.15が仕掛けた爆弾により爆死するが、既に彼女は自分がどういう存在で何をすべきかを悟っていた。その後の第4章ではあまり姿を見せなくなり、第5章では完全に姿を消す。
実は彼女は11年前のセレス学園の生徒であり、謂わばデュナミス・ベースに留まり続ける幽霊のような存在である。当時恋人であった11年前の高槻東吾（No.15）を庇って射殺されたが、その時の願いが現実を変え、以来クローンの生徒達だけに認識される架空の女子生徒として11年の時を過ごしていた。茅早が眞波を無視し続けていたのはそもそも彼女がそこに居る事すら判らなかった為である。周囲の生徒達の記憶も必要に応じて改竄される為、本人も長らくその事実を忘れて自分を普通の生徒だと思っていた。同時に、無自覚のうちにループを起こしていた張本人でもある。しかし何故彼女が存在し続けられるのか、何故ループを起こせるのかは最後まで明かされない（当人は「神様に願いが通じた」と語っている）。No.15と現在の東吾はあくまで別人として見ている為、彼等の事は「東吾くん」「デカくん」とそれぞれ分けて呼ぶ。尚、彼女の自室はまるでどこぞのお姫様の寝室のような内装になっているが、そう認識できるのは本人と生徒達だけであり、それ以外の人間にはただの空き部屋にしか見えない。
最後のループにおいて初めて茅早に存在を認識され、友達になる。意識のみの存在となりながらも東吾、茅早と共に諸悪の根源である妹尾を追い詰めた後、東吾を始めとする仲間達に見送られながら消えて行った。その後、来世にてNo.15と結ばれた様子がラストシーンで描かれる。
なお、彼女が登校する時に咥えている朝食はトースト、クロワッサンなど毎回異なる。
陸 七生（おか ななお）
声 : 鈴木裕斗
誕生日：5月26日／血液型：B型／年齢：18歳／身長：178cm／体重：62kg
第4章主人公。女子寮に潜り込んで遊ぶほどのプレイボーイだが、誰かひとりの女子を特別扱いはしない。軽薄そうな態度の裏で、周囲の出来事を冷めた目で観察している高い知性の持ち主。そして、東吾に自分に無い強さを持っていることに対する羨望、それらを持ちながら無気力で周囲に無関心な彼に対する苛立ちを持っており、彼に憎悪を抱いていると同時にあらゆることを諦観していながら何もしようとしない自分自身を「ヘタレ」と蔑んでいる。少し頭髪が薄めである事を気にしている。
趣味は動画ライブラリで昔の映画等を鑑賞することである。哲学書を愛読しており、そういった格言を言うことが多い。櫟井夏來に好意を抱いている。その為、彼女や大輔への想いから特定の人物に対して攻撃的になってしまうという人間臭い面がある。第4章では既にループをほぼ自覚していたが、感情が揺れ動く所為で行動に移せずにいた。しかし夏來や友人達の為にも次第に能動的に行動を起こすようになる。最終的には茅早の裏切りなどの障害によって事態の打開に失敗し、自身も殺害されるが、死の間際の七生の前に現れた眞波が最後のループを起こし、物語は最終章へと続いていく。
PSP版追加シナリオ『夜明けの地図-After all-』でも主人公を務める。ある事件から自分のオリジナルとなった人物へ辿る機会を得るが…。
世津 茅早（せつ ちはや）
声 : 茅原実里
誕生日：6月21日 / 血液型：AB型 / 年齢：18歳 / 身長：145cm / 体重：41kg / スリーサイズ：B74 W50 H75
第5章主人公であり、本作のメインヒロイン。小柄なアルビノの少女。日本から転校してきた今年のペリフェリエスだが、無口で周囲に関心を示さず、クラスに溶け込まないままでいる。本作の「日本」で特に立場が弱い「セル」の住人である。そのために梓に「ゴミクズ」と見下されている。莫大な報酬によって故郷の家族に楽をさせるため、ペリフェリエスの任を引き受けてデュナミス・ベースへやって来た。ペリフェリエスに選ばれた理由は、その幼い見た目から年頃の男子生徒の性的欲求を誘発しないだろうというものである（過去に生徒と交配したペリフェリエスがいたようである）。
当初は自分と違い、健康な肉体を持って豊かな生活を送っている生徒達に嫉妬と嫌悪感を持っており、ペリフェリエスとしての任務に忠実に従っていた。第4章では東吾達をフォルムに売り渡すが、第5章にて敵であるはずの自身と積極的に関わろうとする東吾達に徐々に心を開き、やがては生徒たちの立場が自分と同じであることと彼らの扱いの理不尽さに対しての怒り、ただ流されて生きてきた自分との決別を目的に彼らと一緒に行動するようになる。身体的に肉体労働が難しかったため、セルではシステムオペレーターを勤めていた。そのため、知識や技術力が長けており、身体的なハンディキャップをそれらで補う逞しさを持っている。人間として成長した東吾と惹かれあうようになる。最終盤では妹尾に銃を向けられて窮地に陥るも、眞波と東吾に救われ、自滅した妹尾に哀れみの言葉を掛けた。
『夜明けの地図-After all-』にも登場。事件後は地元のセルへ戻っていたが、そこへ逃れてきた七生達を匿い、彼らに協力する。この時は東吾とは連絡を取っていないような事を言っていたが、それから数か月後の本編のエピローグにて東吾と久しぶりに会う所で物語は幕を閉じている。

### サブキャラクター
仁和 菓（にわ このみ）
声 : 藤田咲
誕生日：3月4日 / 血液型：O型 / 年齢：18歳 / 身長：152cm / 体重：49kg / スリーサイズ：B89 W61 H90
おとなしく、常におどおどしている少女。一花のことを慕っており、彼女の後ろに隠れていることが多い。趣味は園芸。内面に強い暴力性を秘めており、本気で怒った際には複数の警備員を瞬く間に射殺する一面も持ち合わせている。Fカップ。幼い頃に宮藤に助けてもらった経験があり、彼の心根の優しさを知る学園内で唯一の存在である。作中では時折TIPSに謎めいた独白らしき文章が追加されるが、これは彼女の心境である。
最終的には宮藤を失った事で内に秘めた暴力性と心の闇を剥き出しにするが、仲間達の説得でひとまず殺人は控えるようになる。しかし彼女が明確に改心する事は最後まで無かった。
櫟井 夏來（いちい なつき）
声 : 仙台エリ
誕生日：6月21日 / 血液型：O型 / 年齢：17歳 / 身長：157cm / 体重：47kg / スリーサイズ：B83 W57 H84
明るくさわやかな少女で、東吾たちの一学年下の後輩にあたる。陸上部の先代部長である一花から後任に指名された。一花からは信用されていて、彼女自身も一花に懐いている。菓や眞波などの女性メンバーや、不良的存在である東吾にも平気で接するなど眞波と並ぶムードメーカー的存在でもある。七生に想いを寄せている。Bカップ。東吾とは教室の入り口でぶつかるという形で出会っており、その際に転んでパンツが見えたことから彼に「パンツ」と呼ばれる事が多い。
『夜明けの地図-After all-』ではヒロインとして登場。本編よりも髪が長くなっている。デュナミス・ベース脱出後は名実共に恋人となった七生と一緒に暮らしていたが、ある事件に巻き込まれる事に。
白 大輔（つくも だいすけ）
声 : 藤原祐規
誕生日：4月9日 / 血液型：A型 / 年齢：18歳 / 身長：176cm / 体重：64kg 　
男子の委員長。自分には厳しいが、他人には優しい。隣室の東吾にはよく説教をしているが、それは友情の表れである。成績優秀だが、運動全般が苦手である。好物はナスと秋刀魚。
スペア用クローンであり、日本の政治家の息子であるオリジナルが存在する。ノモスへと選抜されるが、実はノモスへ選ばれた学生がどうなるかを自力で調べ上げており、承知の上で全てを受け入れようと考えている。しかし最終的に自分のオリジナルである名倉大輔の代わりとして生きるようになる。
『夜明けの地図-After all-』でもメインキャラクターとして登場。
香藤 瑞希（かとう みずき）
声 : 佐久間紅美
誕生日：1月23日 / 血液型：B型 / 年齢：24歳 / 身長：166cm / 体重：52kg / スリーサイズ：B85 W60 H87
日本から赴任してきた新任教師。ざっくばらんな態度で親しみやすいため、生徒からの信頼は厚い。優れた記憶力の持ち主であり国立大学を首席で卒業した才媛。愛酒家。日本に恋人らしき人物が居る。理性的で慎重な性格で、物事を知識だけで判断せず、基本的に自分の眼で観て感じて物の是非を判断することを信条とするタイプである。
実はループを認識するばかりか全てのループで起きた出来事を記憶しており、それを利用して事態を打破する為に水面下で行動を起こしている。ループの度に事態の打開に失敗し、その都度自身も命を落としているが、次にループが起きればその失敗すらも活かして行動を続けており、最後のループでは東吾達や宮藤の全面的な協力によって生徒達を救う事に成功する。
宮藤 一咲（くどう いっさく）
声 : 津田健次郎
学園の保険医。年齢42歳。いつも相手の神経を逆なでするような言動を取るので、生徒からは嫌われている。セレス学園のOBであるクローン。ある事情で日本に行ったが、居場所を見つけられず絶望してデュナミス・ベースに戻ってきた。根は理性的で人並み以上の優しさを持った人間だが、出自を理由にフォルムから非道な行為を強要されている。生徒達の解体も彼の仕事である。そのため、自分の存在に対して絶望しており、強い破滅願望を持っている。
幾度ものループを経るうちに心情に変化が表れ、東吾達に協力。彼らクローンを制御するマイクロチップの摘出に尽力するが、警備員の銃撃から菓を庇って死亡するという最期を遂げる。ちなみにPS3版のパッケージ裏を見れば、彼がどういう最期を遂げるのかが予め解るようになっている。
妹尾 梓（せお あずさ）
声 : 庄子裕衣
フォルムの研究員で、国府津の秘書。実質的にデュナミス・ベースの運営を取り仕切っているのは彼女である。フォルム職員の中では珍しく生徒たちに親しげに接する。一花の憧れの人。甘い物が好きでチョコレートが好物。
だが、社交的な性格は目上の人間に対する表向きの物であり、その本性は傲慢で冷酷、自分の保身しか考えていない自己中心的な性格である。素の言葉遣いも非常に下品であり、クローンである生徒たちはもちろん、上司である国府津やスポンサーである政治家達をも見下している。自分を慕ってくる一花を暇潰しの玩具のようにしか思っておらず、第4章ではそれを承知の上で和解を求めてきた彼女を拘束し、体中を切り付けるといった陰惨な行為に及んだ。美人であるが、警備員等目下の人間には素で接しているためか冷めた目で見られている。生徒たちにとって最大の障害であり、本作の「日本」のマイナス面の象徴的存在。演じた庄子も声優コメントで「ド悪役」と呼んだほど。
最後は散々見下してきた茅早と東吾、そして眞波の意識に追い詰められ、理解を超えた存在である眞波と制御が利かない東吾に恐れをなし、持っていた銃を暴発させて自滅するというあっけない末路を辿る。しかし辛うじて生きていたことがエピローグで語られている。
『DISORDER6』では彼女に酷似した「セオ アケミ」という人物が登場するが、関連性は不明。
国府津 忠男（こうづ ただお）
声 : 佐々木省三
フォルム所長。衰退していく人類を救うためとしてクローンの研究に没頭している。ある事情から東吾に対して強い執着心を持っている。研究に没頭していたいため、自分にとって面倒な仕事は秘書である梓に押し付ける傾向がある。独善的な性格で現状把握能力に欠けた一面がある。一連の事件でも碌に姿を見せず、最終局面にてNo.15に絞め殺される。最期の瞬間まで研究の事しか考えていなかった。
黒ずくめの男 / No.15
声 : 東地宏樹
デュナミスベースに現れた黒尽くめの男性。理知的で寡黙な性格の持ち主である。クローン政策を取りしきる政治家達の政敵が送り込んだ工作員であり、11年前に島から逃げ出したクローンでもある。年齢は推定29歳前後。高槻東吾と同じ遺伝子を持った同一人物であり、彼の兄弟とも言える存在の一人。そのため、彼の本名も高槻東吾である。当時は普通のセレス学園の生徒だったが、デュナミス・ベースの真実を知った事と、一緒に島を脱出しようとした恋人の眞波を無残に殺されたことから復讐の鬼と化し、11年の時を経て「デュナミス・ベースの機能を永遠に停止させる」為に島に戻ってきた。
一時期は彼の破壊工作が原因で生徒達が狂気に憑りつかれる事態を招いていたが、ループを繰り返すうちに自分の方法の間違いに気付き、全てを終わらせる為にも東吾達に協力するようになる。最後のループにて元凶である国府津を殺害した後に死亡（ゲーム中では明確な描写は無い）。ラストシーンでは来世で眞波と幸せに暮らしている様子が描かれている。
ゲーム中の名称は「黒ずくめの男」だが、組織内では「No.15」と名乗り、東吾には一時「ブラック」と呼ばれていた。
PSP版追加シナリオ『夜降ちの軌跡-Before one-』では11年前の彼が描かれる。徐々に狂っていく学園と生徒達に次第に追い詰められていく中、眞波の存在が心の支えとなっていた。しかし彼女の死によって残りの人生全てを復讐に捧げる事となる。
名倉 大輔（なくら だいすけ）
声 : 藤原祐規
白大輔のオリジナル。名倉大臣の息子。心臓を患っており、白大輔から心臓を摘出して移植するためにデュナミスベースにやってきた。尊大で自己中心的な言動が特徴の癇癪持ちである。他者からの哀れみを嫌い、宮藤同様に人の神経を逆撫でする言動を取る。弱い自分と利己的な愛情を向けてくる両親に対して反感と虚しさを感じている。七生には初対面の出来事から彼に半殺しにされ、それ以降も徹底的に毛嫌いされている。
自分を気遣ってくれる白大輔や懸命に生きようとする東吾の強い意志、そして自分に真摯に接してくれた茅早に心を動かされたのか、彼らの手助けをする(父親に手術が終わったと嘘を吐いて迎えを早く呼ぶように頼み、白大輔と代わっても違和感が無いように真面目に勉強すると父親に誓った)。結果的に自分の命を諦め、白大輔に自分の代理として生きることを命じる。

## PSP版追加シナリオ
本編クリア後にプレイ可能となる。
Episode1『夜降ちの軌跡-Before one-』
本編より11年前が舞台で、主人公は当時の高槻 東吾（No.15）。平和な日常を送っていた彼が復讐鬼へと変貌する、物語の発端となった事件を描く。
Episode2『夜明けの地図-After all-』
陸 七生と櫟井 夏來の視点で描かれる後日談。本編のエピローグでは一年後の様子が語られていたが、その間のエピソードとなる。

## スタッフ
- プロデューサー : 市川和弘、金杉はじめ
- キャラクターデザイン : 長浜めぐみ
- 脚本・原案 : 関涼子、中原ゆうき
- シナリオ : 村田治、持田康之、群田真雪、志村那由多、阿久津弘典
- 音楽 : 阿保剛、@sound、Czk、yutastar

## 歌曲
- オープニングテーマ : キミがボクなら
  - 作詞・作曲 : 志倉千代丸、編曲 : 真下正樹 / 歌 : KOKOMI
- エンディングテーマ : Promised Land
  - 作詞 : 加藤碧、作曲 : 桐岡麻季、編曲 : 伊藤俊 / 歌 : 今井麻美
- グランドエンディングテーマ : 刻印〜tatto〜
  - 作・編曲 : 山口和久 / 作詞・歌 : 田村直美
- 挿入歌 : 奇跡
  - 作詞 : 金杉肇、作・編曲 : 宇佐美宏 / 歌 : HANA
- 挿入歌 : 十五夜
  - 作詞 : 金杉肇、作曲 : かや、編曲 : 宇佐美宏 / 歌 : くさかんむり
- 挿入歌 : 星になって
  - 作詞 : かや、作・編曲 : 宇佐美宏 / 歌 : HANA
- 挿入歌 : Alive
  - 作詞・作曲 : かや、編曲 : 宇佐美宏 / 歌 : くさかんむり
- 挿入歌 : Waltz
  - 作詞・作曲・編曲 : Naoko ohsawa / 歌 : キュマバロウ

## 関連書籍
- 関涼子『DUNAMIS15』TOブックス、2012年8月。ISBN 978-4-86472-034-2
  - ゲーム版の第5章を高槻東吾の視点で描いた小説。本作品の原案となった『デュナミスの羊』も収録する。